# Deserto de Lop

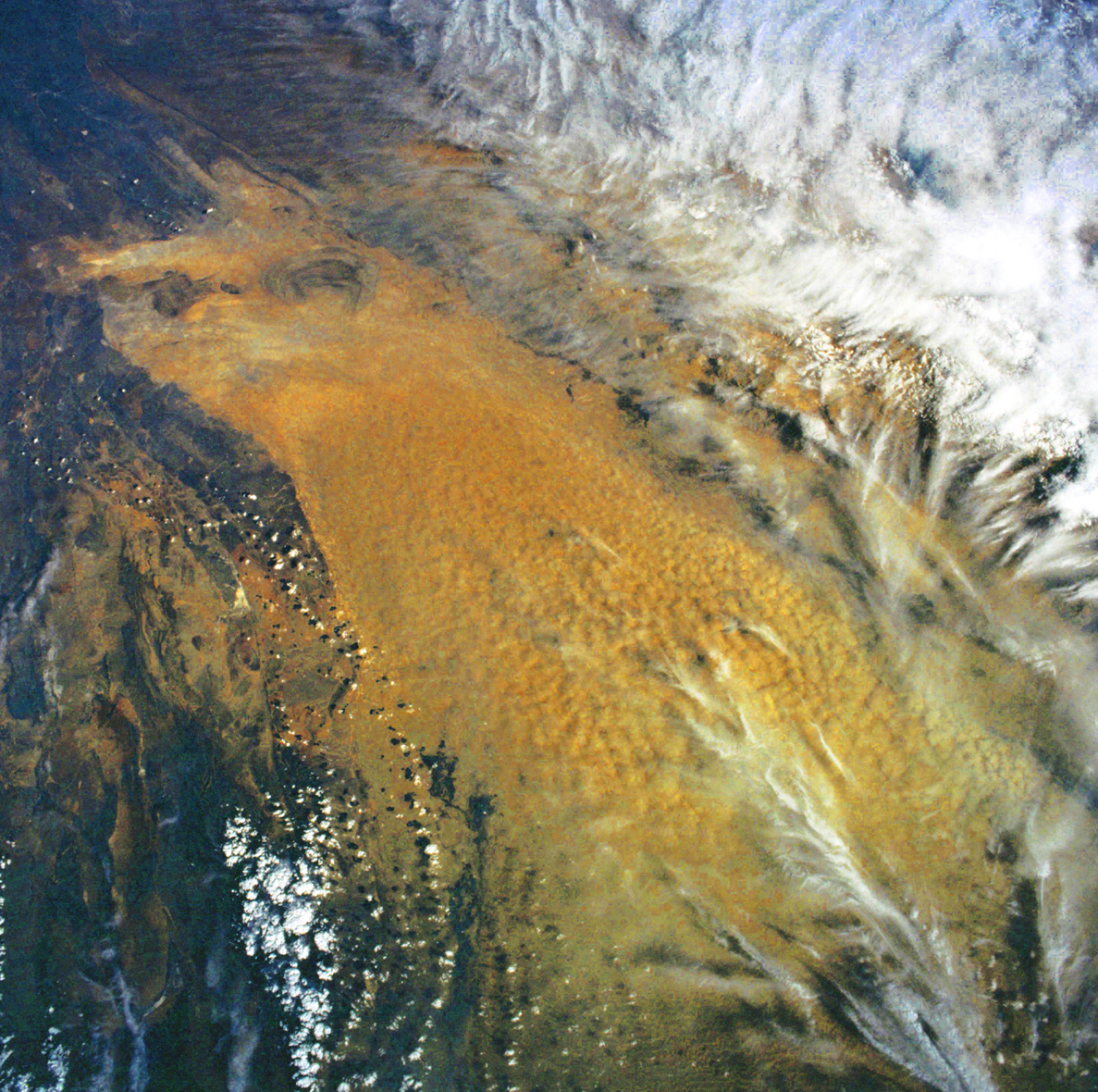
Imagem de satélite do deserto de Lop com a bacia do antigo mar Lop Nur. No Kuruk-tagh esquerdo, no Astin-tagh direito.

Deserto de Lop é um deserto que se estende de Korla ao leste, ao longo do pé do Kuruk-tagh (que significa Montanha Seca), até a antiga Bacia do Tarim, na Região Autônoma Uigur de Sinquião, na China. É uma extensão quase perfeitamente plana, sem relevo topográfico. O Lago Bosten, no noroeste, fica a uma altitude de 1.030 a 1.040 m (3.380 a 3.410 pés), enquanto o Lop Nur, no sudeste, é apenas 250 m mais baixo.

## Geografia
O Deserto de Lop é quase todo plano, mas com três áreas um pouco mais deprimidas que podem formar lagos se encharcadas de água - a bacia seca de Lop Nor, a bacia seca de Kara-Koshun e a bacia do lago Taitema. Eles formaram, uma ou outra vez, os lagos terminais do sistema fluvial Tarim-Konque-Qarqan. O rio Tarim muda seu curso ao longo do tempo e, portanto, a localização do lago terminal também muda, causando alguma confusão entre os primeiros exploradores quanto à localização exata de Lop Nor, e o lago foi, portanto, referido como o "Lago Errante".
No passado, Lop Nur era um enorme pântano na parte oriental de Sinquião. Agora a região é uma extensão ampla e ininterrupta de argila misturada com areia. A argila, principalmente de cor amarela ou cinza-amarelada, é dura e polvilhada com cascalho fino. Existem bancos, cristas achatadas e massas tabulares de argila consolidada (yardangs) que estão em lâminas distintamente definidas, três andares sendo sobrepostos às vezes um sobre o outro, enquanto suas faces verticais são desgastadas pelo vento e muitas vezes cortadas. As formações são separadas por voçorocas paralelas ou sulcos de vento, de 6 a 20 pés de profundidade, todas esculpidas na direção do vento predominante de nordeste a sudoeste. Não há areia à deriva ou dunas de areia, exceto no sul, em direção ao sopé periférico do Altyn-Tagh.

## Clima

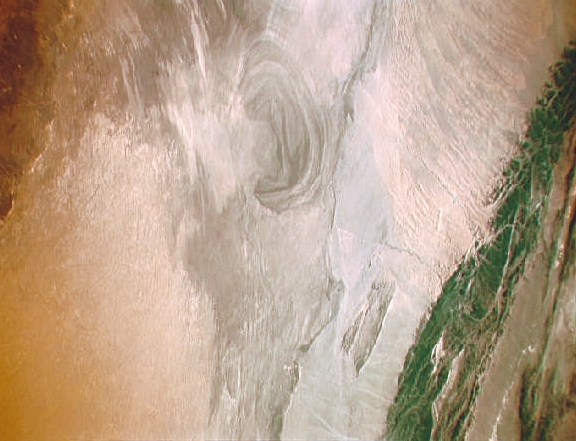
Imagem de satélite do deserto de Lop com a bacia do antigo mar de Lop Nur. A depressão em forma de orelha é a bacia seca Lop Nor.

O clima do Deserto de Lop é extremamente árido. Um estudo realizado em 1984 fornece uma precipitação média anual geralmente inferior a 20 mm (0,79 pol.), em outro estudo em 2008, foi registrado como 31,2 mm. No centro de depressão abaixo de 800 m (2.600 pés) de altitude, pode-se esperar que a aridez seja muito mais extrema. A umidade relativa da atmosfera frequentemente cai para zero, com temperatura do ar tão alta quanto 50 ° C (122 ° F). A evaporação anual foi estimada em 1984 entre 1.000 e 1.500 mm em 1984, o que significa que um lago com cerca de 2 m de profundidade de água secará em menos de dois anos se for totalmente isolado de sua fonte de alimentação. Em 2008, a evaporação anual foi relatada em 2.901 mm.
Historicamente, eram períodos em que a área era mais favorável à agricultura e ao assentamento do que hoje. Estudos mostraram que a área sofreu sete grandes mudanças climáticas desde o final do Pleistoceno.

## Lop Nor
Existem inúmeras indicações que sugerem a presença de um extenso lago nesta região, que agora está completamente desidratado. Essas indicações incluem depressões manchadas de sal com aparência lacustre; vestígios de antigas linhas costeiras lacustres, mais ou menos paralelas e concêntricas; a presença em locais de grandes quantidades de conchas de moluscos de água doce (espécies de Lymnaea e Planorbis); a existência de cintos de choupos mortos; manchas de tamariscos mortos e extensos canteiros de junco murcho, todos estes sempre em cima das jardas, nunca nos sulcos gravados pelo vento.
No Livro de Hã, onde foi chamado Puchangue Hai (蒲昌海), Sugeriu-se que o lago tivesse um tamanho grande, com uma dimensão de 300 a 400 li (aproximadamente 120-160 km, 75–100 milhas) em comprimento e largura. Também foi chamado Yan Ze (鹽澤) em Shiji, o que significa "pântano salgado", indicando que o lago era salgado. O lago já havia encolhido consideravelmente pela dinastia Qing. Ele havia mudado sua localização para Kara-Koshun na segunda metade do século XIX, e depois novamente para Lop Nor em 1921 por meio de intervenção humana. A construção de barragens por guarnições chinesas no século XX bloqueou a água dos rios que alimentam Lop Nor e agora é principalmente salinas. A bacia seca Lop Nor é coberta com uma crosta de sal de 30 a 1 m de espessura.

## Flora e fauna
A vegetação natural é escassa na região e pobre em número de espécies. Uma expedição científica para a região de Lop Nor em 1979-1982 coletou apenas 36 espécies de plantas, pertencentes a 13 famílias (principalmente Chenopodiaceae e Compositae) e 26 gêneros. A expedição também coletou apenas 127 espécies de animais (23 mamíferos, 91 aves, 7 répteis e 1 anfíbio).

## Tempestades de Areias
Toda essa região é varrida de areia pelas terríveis tempestades de areia (burãns) dos meses de primavera e as partículas de areia soprada pelo vento agem como uma explosão de areia. A abrasão das rochas forma Yardang. O próprio deserto é destruído, arquivado, corroído e levado para a rede de lagos em que o rio Tarim vagueia. A areia também sopra através das vias navegáveis inferiores e em constante mudança do rio Tarim e se deposita em dunas gigantescas que sufocam o extremo leste do deserto de Taklamakan. O clima extremo e as dunas de areia em constante movimento resultaram na morte de centenas de pessoas. O estimado biólogo Peng Jiamu desapareceu no deserto em 1980.